# Devenir Europeo
Devenir Europeo es una organización neonazi de ámbito español. La asociación está registrada legalmente en el Registro Nacional de Asociaciones del Ministerio del Interior español. Sus miembros se declaran abiertamente nacionalsocialistas, sin ninguna pretensión de convertir la asociación en partido político 
De entre sus publicaciones destacan las revistas Devenir Europeo, Frente Femenino, Europae, Nuestros Heroes, Eowyn, Castilla, Religada, Cuadernillos Autónomos, discos de música y vídeo, así como varios libros de temática nostálgica nazi. 
De entre sus actos públicos destaca la celebración anual del "Día de la Sangre" durante el cual organizan charlas de adoctrinamiento con destacados miembros de la ultraderecha como Ramón Bau,  fundador del Círculo Español de Amigos de Europa (CEDADE) y  de Estudios Indoeuropeos nazismo como Rudolf Hess,  Hermann Wilhelm Göring,  o Gerhard Bremer. 
También participan anualmente en la marcha neonazi francesa "Comité du 9 mai", celebrada en Paris en las fechas cercanas o posteriores del 9 de mayo en memoria del histórico neonazi francés Sébastien Deyzieu.